# Gelchsheim
Gelchsheim település Németországban, azon belül Bajorországban. Lakosainak száma 820 fő (2023. december 31.). Gelchsheim Aub, Riedenheim, Sonderhofen, Ochsenfurt és Hemmersheim községekkel határos.

## Népesség
A település népessége az elmúlt években az alábbi módon változott:
| Lakosok száma | 579  | 938  | 679  | 855  | 843  | 812  | 780  | 777  | 816  | 820  |
|               | 1875 | 1950 | 1975 | 1987 | 2012 | 2014 | 2016 | 2017 | 2021 | 2023 |